# Travis Manawa
Travis Manawa es un personaje de ficción en las tres primeras temporadas de la serie de televisión Fear the Walking Dead interpretado por Cliff Curtis. El personaje es un ex profesor de inglés que está lidiando con las consecuencias, además de un divorcio y un hijo resentido.

## Biografía del personaje
Travis es un hombre bondadoso y un padre amoroso. Es un individuo protector, pragmático y resuelto que tiene una firme convicción personal de que todo se puede arreglar, de una forma u otra. Se le ha descrito como "el único personaje que trata desesperadamente de aferrarse a su humanidad ... la única persona que cree que siempre hay una manera de reparar algo que está roto y que siempre se doblará una esquina ... [y] un buen hombre que intenta hacer lo correcto para todos en su vida ". [cita requerida] Él tiene una fuerte creencia de que la civilización eventualmente será reconstruida.

### Temporada 1
Después de que Nick encuentra a su novia comiendo un cadáver, es atropellado por un automóvil y hospitalizado. Travis inicialmente piensa que las afirmaciones de Nick sobre el incidente son alucinaciones de heroína, pero le cree a Nick después de visitar la iglesia él mismo. Nick se escapa del hospital y se encuentra con Calvin, con la esperanza de saber si las drogas que Calvin le vendió le hicieron alucinar en la iglesia. Calvin intenta matar a Nick para evitar ser expuesto como traficante de drogas o impugnar la calidad de sus drogas. En la lucha que siguió, Calvin recibe un disparo mortal. Después de que llegan Travis y Madison, Calvin zombificado los ataca. Nick atropella a Calvin repetidamente con la camioneta de Travis, y los tres miran con incredulidad cómo el mutilado Calvin todavía puede girar la cabeza hacia ellos. Nick, Madison y Travis deciden huir al desierto. El grupo regresa a la casa de Madison para recolectar suministros. Travis le dice a Madison que lleve a los niños al desierto sin él; él se pondrá al día. El grupo dentro de la barbería permanece atrapado, mientras los disturbios afuera se intensifican. Mientras se desata un motín, una turba prende fuego a la tienda contigua a la barbería, lo que obliga a los Salazar y Manawas a huir. El grupo llega al camión de Travis y escapa, pero no antes de que Griselda resulte herida por un andamio que se derrumba. Incapaz de llegar al hospital, el grupo se dirige a la casa de Madison, donde Nick, Madison y Alicia huyen temporalmente. Nick lleva a Madison y Alicia a la casa de la familia Tran de al lado, donde toman una escopeta. Travis llega y es atacado por el Sr. Dawson, quien es asesinado a tiros por Daniel. Las tres familias deciden pasar la noche y evacuar por la mañana. La enfermera Liza atiende el pie lesionado de Griselda, pero señala que morirá si no la trata un médico. Ofelia le dice a Daniel que deberían huir con Travis, pero él insiste en que su familia puede sobrevivir sola y se unirá a su primo más tarde. A la mañana siguiente, cuando los Clark y Manawa comienzan a alejarse, llega la Guardia Nacional y pone en cuarentena el bloque. Mientras Travis dice: "Todo va a mejorar", Daniel se lamenta de que sea "demasiado tarde", mientras observa a un guardia marcar la casa vecina. Días después de que la Guardia Nacional pone en cuarentena el vecindario en una Zona Segura, los residentes intentan vivir normalmente. Las tensiones se acumulan bajo el régimen militar. Chris muestra un video a Travis y Madison de una señal de luz desde la Zona Muerta. Travis convence a Doug para que busque ayuda psicológica. Liza ayuda a los vecinos con sus necesidades médicas. Travis se entera de que Doug ha sido hospitalizado por sus problemas mentales. El Dr. Exner determina que Liza no es técnicamente una enfermera. Los soldados llevan a Griselda y Nick a un hospital, pero la familia de Nick protesta por su partida. Liza acepta ir a ayudar al equipo médico a pesar de no querer dejar a su hijo. Travis se retira al techo y ve la señal de la Zona Muerta. Segundos después, escucha disparos seguidos de oscuridad. Chris está devastado porque Liza se fue voluntariamente para ayudar en el hospital, pero Travis promete traerla de regreso. Travis convence al escuadrón de Moyers para que lo lleve al hospital para ver cómo están sus amigos. Mientras está en camino, Moyers anima a Travis a dispararle a un zombi, pero Travis es emocionalmente incapaz de apretar el gatillo. Los soldados se detienen para ayudar a otro escuadrón en un edificio infestado de zombis, y la mayoría de esos soldados, incluido Moyers, son vencidos. Los pocos supervivientes huyen y dejan a Travis cerca de la Zona Segura. Se entera de que Daniel torturó a Adams para que revelara lo que significa "Cobalt": por la mañana, todos los civiles serán asesinados y los guardias evacuarán la ciudad. El grupo se dirige a la sede de la Guardia Nacional para rescatar a Liza, Griselda y Nick. Adams acepta ser su guía cuando Travis lo deje ir. El grupo se infiltra en la base después de que Daniel distrae a los guardias liderando una horda de caminantes de la arena. Travis, Madison, Daniel y Ofelia entran, mientras que Alicia y Chris se quedan atrás. Mientras tanto, los caminantes rompen las defensas del perímetro y pululan por la base. El grupo de Travis llega a las celdas de detención y libera a los detenidos antes de reunirse con Nick, Liza y Strand. Intentan escapar a través de la sala médica, donde descubren que el Dr. Exner ha sacrificado a todos los pacientes. El Dr. Exner les habla de una ruta de escape antes de presumiblemente suicidarse. Antes de que puedan escapar, el grupo se encuentra con Adams, quien dispara a Ofelia en el brazo. Enfurecido, Travis golpea brutalmente a Adams y lo deja por muerto. Strand lleva al grupo a su mansión junto al mar. En la playa, Liza le revela a Madison que fue mordida durante la fuga. Liza les ruega a Madison y Travis que la sacrifiquen antes de que se dé la vuelta. Travis promete proteger a Chris antes de dispararle a Liza.

### Temporada 2
Travis y el resto del grupo se preparan para abordar el yate de Victor Strand, el "Abigail". Durante su viaje, la casa de Strand se ve en llamas, explotando, invadida por los infectados. Travis y Madison empacan todo y se preparan para salir de la playa. Desafortunadamente, cuando intenta poner a Chris (que está de luto por la muerte de su madre) en el zodíaco, dice que no la dejará. Pronto aparecen los infectados, Travis y Madison les arrojan piedras, matándolos. Nick llega al zodíaco y con Madison abordando el cadáver de Liza. Se dirigen a la "Abigail". El grupo se congela y en silencio presencian a Los Ángeles envuelta en llamas mientras los militares bombardean su antigua casa. Al día siguiente, Travis revisa a Chris, que está en su habitación con el cadáver de su madre.
Cuando sale y ve que "Abigail" se ha topado con una gran cantidad de supervivientes, Alicia quiere ayudarlos, pero Travis le dice que mire la radio mientras habla con Strand. Travis ve a Madison y Strand discutiendo porque él no quiere detener el barco. Travis está de acuerdo con Strand cuando les informa que se dirigen a San Diego. Travis y Madison discuten sobre su acuerdo con la decisión de Strand, pero él dice que su prioridad es la protección de su familia. Más tarde ese día, todos menos Strand asisten a un entierro en el mar para Liza. Travis dice algunas palabras antes de que Chris arroje enojado el cadáver de su madre por la borda. Travis va a la habitación de Chris para consolarlo, pero él le grita por dispararle antes de golpearlo.
Travis se vio obligado a reparar el bote lo antes posible, Travis se sumergió debajo del bote para encontrar un infectado atrapado en la toma de agua. Afirmando a Strand que la reparación de esto tomaría todo el día, Travis se hizo cargo del infectado y continuó con la reparación del filtro de agua y luego escuchó cómo Madison le dijo que se había enterado por Daniel que Víctor planeaba ir a México como destino. Aceptando sin opción, Travis rápidamente terminó de reparar la toma de agua e intercedió para permitir que dos sobrevivientes se quedaran en una balsa amarrada al yate, después de que parte del grupo regresara de buscar un avión accidentado, incluso sabiendo que Strand los sacaría de alguna manera. como si finalmente hubiera sucedido.
Cuando un repentino ataque de bandidos puso en peligro la vida de todos, Travis y el grupo fueron tomados por sorpresa y atados, quedando a merced de un miembro de los piratas llamado Reed, quien demostró ser inescrupuloso en la actuación. Travis se vio obligado a enseñarle al niño cómo arrancar el barco sin el uso de llaves para salvar la vida de su hijo e hizo todo lo posible para prolongar el arranque y dejar una barra de metal escondida cerca de sus compañeros. Ante la inminente llegada del líder del grupo, Travis encendió el barco y Connor se le presentó la noticia de que se llevaría al hombre y a Alicia con él y encapuchado se subió a bordo del barco pirata.
Travis y Alicia fueron transportados al refugio de los bandidos, un puerto en la costa, y luego encerrados en una celda. Al despertar, Travis intentó escapar pero poco después recibió la visita de Alex, quien le informó que ella había obligado a matar a su amigo para sacarlo de su sufrimiento y que lo culpó de este hecho dejándolos en una balsa. Luego, el hombre admitió saber lo que se sentía haber matado a la madre de su hijo para sacarla de su miseria. Luego de recibir la visita de Alicia y Jack para informarle que se iban a escapar, el hombre le ordenó escapar sin él y le aseguró que su madre estaba bien. Sin embargo, Connor terminó sacándolo del lugar para usarlo como moneda de cambio para su hermano. Al reunirse con Madison en el muelle, observó cómo un Reed zombificado mordió a Connor después de que le quitaron la bolsa y junto con su amada lucharon contra los hombres restantes para escapar del lugar y luego rescatar a Alicia del agua.
Después de que todos se reunieron, el grupo eligió dirigirse hacia México y prepararse para cruzar la frontera a través del contacto de Strand. Luego de tener problemas con algunos soldados, que terminaron con ellos y Luis Flores muerto, el grupo logró llegar a México donde sus vidas corrieron nuevamente en riesgo luego de verse obligados a luchar con una pequeña horda de infectados. Después de terminar con ellos, Travis y los demás finalmente llegaron a la finca Abigail, donde fueron recibidos por Celia Flores. Después de enterarse de Madison que Chris había estado dispuesto a dejar que Madison muriera en su encuentro con los infectados, Travis permaneció incrédulo, pero aun así le rogó a Madison que lo apoyara para ayudar a su hijo como él la apoyaba en ese momento. ayuda a Nick. Por orden de su esposa, Travis se acostó con Chris.
Después de despertar y notar la ausencia de su hijo, Alicia le informó a Travis cómo apareció en su habitación listo para matarla a ella y a Madison. Al haberle negado ayuda debido a las acciones de su hijo, Travis fue a buscar a su hijo en medio de la noche, pero terminó lesionándose el pie en el camino al eliminar un andador. Incapaz de dar un paso más, Travis entró en una cabaña y después de un breve malentendido, el hombre local lo trató con hospitalidad. Aceptando unas botas para no seguir lastimándose los pies, el maorí notó la presencia de su hijo en la cabaña y observó cómo amenazaba con matar a un chico para dejarlo solo. Después de luchar con el chico, Travis logró paralizarlo y al darse cuenta de lo mal que estaba su cabeza, decidió quedarse a solas con él para tratar de ayudarlo en lugar de volver con los demás y le pidió a Nick que no le dijera nada a Madison cuando lo encontrara. ellos.
Deambulando sin rumbo fijo, Travis charló sobre la reconstrucción de la civilización con su hijo, y después de ser obligado a detenerse para poder descansar, Christopher se ofreció a buscar suministros en una tienda cercana. Sin embargo, se encontró con un grupo de extraños, por los cuales, a las órdenes del joven Manawa, Travis y su hijo huyeron del lugar a toda prisa. Finalmente, los bandidos lograron localizar a Travis y Chris aunque para su sorpresa los invitaron a formar parte de su grupo. Aunque Travis se opuso a continuar con los niños, su hijo argumentó que era mejor continuar con un grupo y quedarse con ellos. Luego de refugiarse en una finca cercana, el grupo fue sorprendido por un campesino armado que intentó expulsarlos del lugar. Después de que el hombre fue provocado por las acciones de sus compañeros, hirió a James en la pierna, por lo que Travis observó con asombro cómo su hijo asesinaba fríamente al granjero.
Aún en estado de shock, Travis se recuperó para salvar la vida del niño herido y luego enterró al granjero con su familia. Preocupado por la actitud sociópata de Christopher y el razonamiento equivocado, Travis trató de convencerlo de que los universitarios no eran sus amigos, sino salvajes, pero en cambio esto terminó haciendo que el niño se convenciera a sí mismo de que simplemente estaba siendo más fuerte para sobrevivir. Después de que la lesión de James comenzara a convertirse en una carga para el grupo, Chris comenzó a comportarse de manera antagónica contra él al mostrar su acuerdo con sus nuevos amigos, por lo que Travis se lanzó a la campaña para protegerlo en caso de que sus compañeros intentaran eliminarlo tal como lo habían hecho con el dueño de la finca. Sin embargo, su hijo, fingiendo haber entendido las implicaciones morales de sus acciones, se le acercó con la excusa de hablar y logró distraerlo el tiempo suficiente para que Brandon y Derek lograran reducirlo a punta de pistola y luego matar al niño herido que suplicaba. misericordia . Devastado por la dura traición que había sufrido, Travis intentó salvar una vez más a su hijo de su perdición, pero el niño no escuchó razones ni mostró ningún remordimiento, y terminó abandonando la finca junto con sus nuevos compañeros.
Solo y herido por el abandono de su hijo, Travis se encargó de enterrar a James y posteriormente, abandonó el lugar para siempre. Durante días, Travis vagó sin rumbo fijo en dirección al mar hasta que en la oscuridad, notó a lo lejos cómo se encendían y apagaban las luces de un misterioso hotel. Sorprendido por lo que vio, el desaliñado continuó su camino hacia el hotel.
Debido a coincidencias del destino, Travis terminó conociendo a Madison y su hijastra en el hotel; así que sin perder tiempo se le permitió entrar al lugar y terminó abrazando amorosamente a su novia. Más tarde, Travis fue informado por Madison de la presencia de Strand en la escena y la fuga de Nick luego de la destrucción del viñedo de Abigail. Sin confiar en nadie más que en su amada, Travis decidió narrar los hechos que lo llevaron a ese lugar; lamentando no haber cumplido su promesa a Liza y sintiendo pena por no decirle a su hijo cuánto la amaba. Cediendo a los deseos de su amada, Travis decidió darse una ducha en su habitación visiblemente afectado.
Luego de despertar de una pequeña siesta, Travis recibió la visita de Madison quien afirmó que ella lo apoyaría en todo lo que hace y más adelante; cuando Alicia le trajo su comida, el hombre se disculpó con ella por no creer en ella y protegerla como debía haberlo hecho anteriormente. Profundo en sus pensamientos, Travis terminó escuchando a una multitud que protestaba y cuando se asomó, el hombre se dio cuenta de que eran Brandon y Derek. Ansioso por reunirse con su hijo y a pesar de los intentos de Strand por detenerlo, Travis logró alcanzarlos antes de que Madison lograra expulsarlos del hotel, impaciente por notar la ausencia de su único hijo, Travis suplicó a los matones que les dijeran que había sucedido con el. Brandon confesó que en el camino habían sufrido un accidente con el vehículo y que Chris no había podido sobrevivir al suceso. Destruido al enterarse de ese incidente, el hombre trató de averiguar dónde estaba su cuerpo; sin embargo, cuando Derek lo contradijo hablando por Brandon; Travis se dio cuenta de que estaban mintiendo por lo que se encerró en la habitación y comenzó a golpearlos hasta que confesaron haberlo matado después de haber sido herido de gravedad. Lleno de ira, Travis atacó a los jóvenes y sin una palabra comenzó a golpearlo repetidamente hasta que los mató con sus propias manos, hiriendo gravemente a un residente que trató de intervenir.
Totalmente exhausto y deprimido por los hechos, Travis no se resistió cuando la gente del hotel lo encerró y planeó expulsarlo por su seguridad. Sin embargo, Madison intercedió por ella y le dijo a Elena que la dejara salir de su encierro, por lo que la mujer aceptó con la condición de que se fueran al día siguiente. Pasando la noche con su familia y sin poder dormir, Travis fue consolado por Madison, quien le aseguró que a partir de ahora tendría que volver a matar en el futuro para asegurar el bienestar de sus seres queridos. Sin embargo, su tranquila velada fue interrumpida por un enojado Héctor y Andrés, que planeaban matar a Travis por asesinar a su hermano. Mientras trataba de calmar la situación y pedirles que lo sacaran para que su familia no tuviera que verlo, Alicia apuñaló rápidamente a Andrés en el corazón, por lo que Travis redujo a los demás y escaparon del hotel gracias a Strand, quien prefirió quedarse en el hotel. sitio. Al llegar a un supermercado en busca de las huellas de Nick, una pista los condujo a una colonia completamente invadida poor inectados, excepto por un moribundo, quien reveló que Nick había huido a la frontera.

### Temporada 3
Travis, Madison y Alicia son capturados por soldados y llevados a un complejo militar dirigido por Troy Otto. Se separa a Travis de Madison y Alicia, y luego se lo lleva a una sala de almacenamiento donde se ejecuta a las personas para realizar investigaciones. Mientras está allí, encuentra a Nick con Luciana Gálvez, quien está herida. Travis le dice a Nick que su madre lo está buscando. Se ponen al día brevemente, antes de que Troy encuentre a Nick y le pregunte sobre su origen étnico y si su gente esquivó el brote o no. Antes de que pueda irse, Nick pregunta dónde están su madre y su hermana; Troy le dice que están bien. Travis le dice a Troy que Luciana se está muriendo y necesita atención médica. Troy dice que todos mueren allí y le dice a Travis que tome asiento. Él se niega hasta que Troy le apunta con un arma. Cuando Travis está sentado, Steven (uno de sus asociados) le dice que sus mujeres están en peligro. Travis le dice a Steven que está atrayendo la atención, pero Steven dice que puede sacarlos de allí y que solo necesita que alguien le cuide las espaldas. Él es la única persona apta que queda y puede sacarlos si tiene ayuda. Los guardias vienen y se llevan a Travis, Nick, Luciana, Steven y otros antes de que puedan intentar escapar. Travis es testigo de la ejecución de personas, pero permanece impasible. Pregunta por los cadáveres de afuera. Los soldados hostiles explican, pero él los reprende, los llama enfermos, dice que su investigación es inútil y se ríe de ellos. Cuando uno de los soldados, Willy, decide ejecutar a Nick, Travis se ofrece como voluntario. Esto le da a Steven, Nick y Luciana tiempo para cortarse las esposas. Travis logra atacar a los soldados y escapa con el grupo. Afuera, Steven, Nick y Luciana van a las alcantarillas, pero Steven es asesinado por Willy y Travis es capturado. Travis es llevado a Troy, quien lo envía al pozo. Lo arrojan a un pozo con los infectados y, enfurecido por su tratamiento, los mata a todos. Luego, Willy dispara una abertura en una cerca, liberando más. Travis corre hacia los infectados y los mata. Después de reunirse con Madison, intenta atacar a Troy, pero se detiene y ve la reunión de los Clarks. Más tarde, Madison y Travis se van. El hermano mayor de Troy, Jake, intenta persuadirlos para que vayan a su rancho, pero se niegan. En un breve momento, Madison consuela y se disculpa con Travis, quien todavía sufre después de la muerte de su hijo. Cuando surge una manada, Madison y Nick van con Troy mientras Travis escapa en helicóptero con Alicia, Luciana, Jake y Charlene. Todos se dirigen al rancho.
Más tarde esa noche, el helicóptero recibe de repente seis disparos. Travis recibe la última bala, la cual le entra en el estómago y sale por el cuello, haciendo que Él comienza a sangrar. Travis comienza a desabrocharse el cinturón de seguridad, ignorando la preocupación de Alicia de que él lo haga. Travis, se da cuenta de que va a morir y no queriendo regresar, trata de saltar, sin embargo,  Alicia lo agarra. Travis le dice a Alicia que debe saltar y no quiere dar la vuelta dejando a Alicia sin más remedio que dejarlo ir, provocando que Él caiga y muera. Travis aparece en el episodio final de la secuencia de sueños de Madison, a través de fotografías enmarcadas en su casa. Después de que Madison es arrastrada a la tumba de Jeremiah Otto, Travis aparece brevemente en un esfuerzo por sacarla.

## Desarrollo y recepción

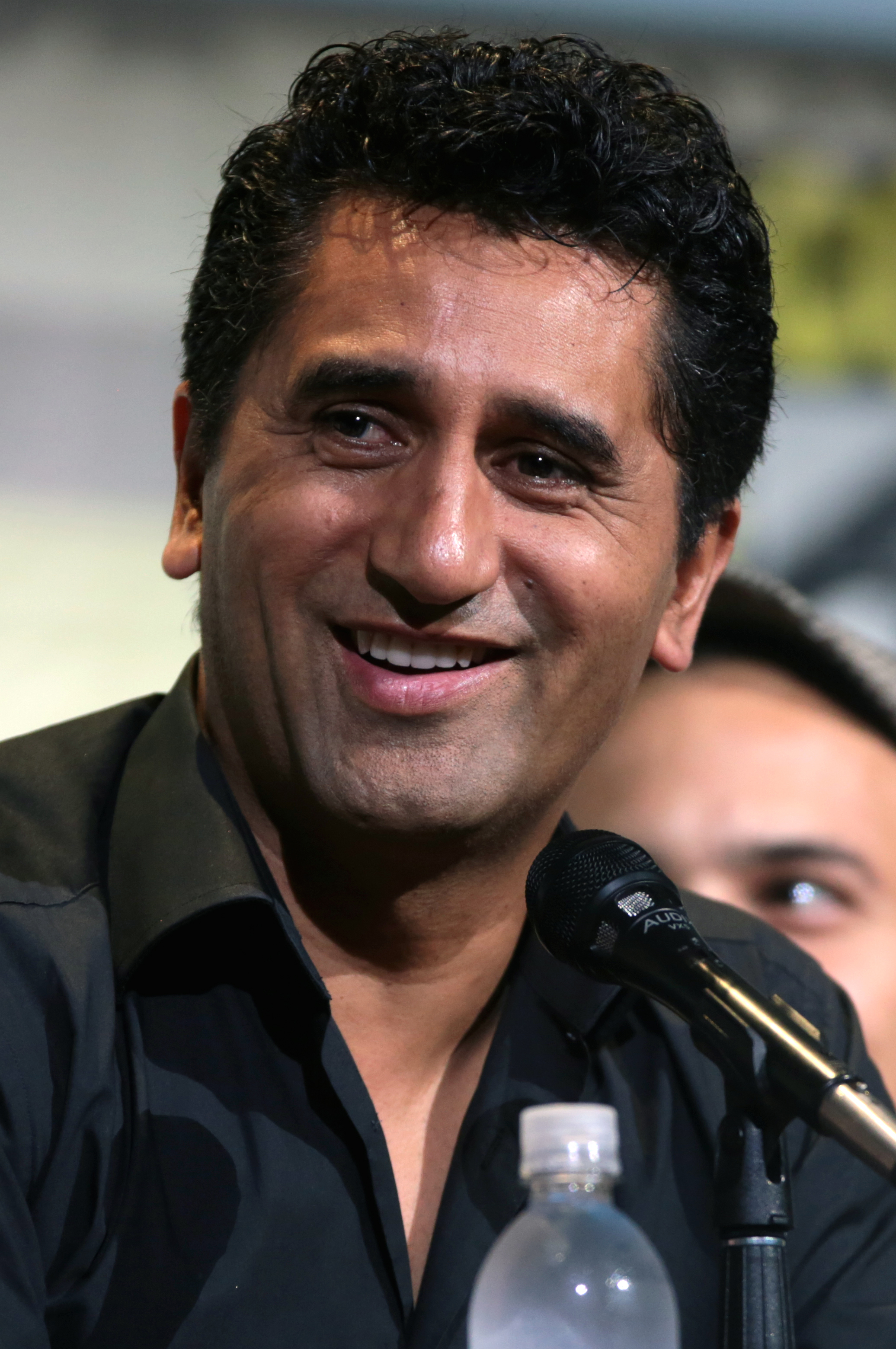
Travis Manawa es interpretado por Cliff Curtis (en la foto).

El episodio de la tercera temporada "The New Frontier" presenta la muerte de Travis Manawa en la escena inicial.
El Escritor Dave Erickson explicó la decisión de matar a Travis:

Travis está muerto. Creo que lo importante tanto desde la perspectiva de la audiencia como para los personajes, fue algo peor de nuevo en el hecho de que pensamos que habíamos alcanzado cierto nivel de seguridad. Pensamos que íbamos a estar bien y luego, de la nada, en la violencia aleatoria del apocalipsis, de repente nos arrebatan a Travis. Y en su última acción, se da cuenta de lo grave que está su herida antes que Alicia y sabe que la vida se le está escapando y es solo cuestión de tiempo antes de que muera y no quiere que ella sea la responsable de menospreciarlo. 

Entonces, cuando sabe que se le acabó el tiempo, se dirige a la puerta y sale con la intención de tirarse. Intentamos abordar eso más adelante porque creo que la preocupación de Alicia después de la caída del helicóptero es si realmente murió. ¿Hubo suficiente daño en su cerebro para asegurarse de que no se zombificara? ¿Sigue deambulando por ahí? Y Jake dice que la altura era demasiado y creo que eso es lo que tenemos que creer. La altura desde la que cayó y la velocidad y la violencia de eso van a causar suficiente trauma en su cerebro como para morir. Entonces, Travis lamentablemente se ha ido.